# Филип Лудвиг II фон Ханау-Мюнценберг
Филип Лудвиг II фон Ханау-Мюнценберг (на немски: Philipp Ludwig II von Hanau-Münzenberg) е граф на Ханау-Мюнценберг (1580 – 1612).

## Биография
Роден е на 18 ноември 1576 година в дворец Ханау, Графство Ханау-Мюнценберг. Той е първият син на граф Филип Лудвиг I (1553 – 1580) и съпругата му графиня Магдалена фон Валдек (1558 – 1599), дъщеря на граф Филип IV фон Валдек-Вилдунген. Кръстен е на 3 декември 1576 г. 
Баща му Филип Лудвиг I умира внезапно на 4 февруари 1580 г. Той наследява номинално умрелия си баща под опекунството на граф Йохан VI Стари фон Насау-Диленбург (1536 – 1606), граф Лудвиг I фон Зайн-Витгенщайн (1568 – 1607) и граф Филип IV фон Ханау-Лихтенберг (1514 – 1590) до 1608 г. Вече доста старият Филип IV фон Ханау-Лихтенберг дава през 1585 г. опекунството на синът си Филип V фон Ханау-Лихтенберг. На 9 декември 1581 г. майка му Магдалена се омъжва за граф Йохан VII фон Насау-Зиген (1561 – 1623). Тя взема със себе си двете си още живи деца и отиват да живеят в Диленбург.
През декември 1603 г. Филип Лудвиг II издава един приволег за заселване на еврейска община в Ханау, след като опекунството му се опитва през 1592 г. да изгони всички евреи от страната.
Филип Лудвиг II е дипломат, от 1608 г. е съветник на император Рудолф II. През 1610 г. той и Йохан Райнхард I фон Ханау-Лихтенберг (* 1569; † 1625), сключват наследствен договор. При изчезване на едната линия другата трябва да поеме наследството.
Филип Лудвиг II умира на 9 август 1612 година в Ханау на 35-годишна възраст. Погребан е в построената от него гробница в църквата „Св. Мария“ в Ханау на 23 септември 1612 г.

## Фамилия
Филип Лудвиг II се жени на 23 октомври 1596 г. за Катарина Белгика от Орания-Насау (1578 – 1648), дъщеря на Вилхелм Орански. Те имат децата:
- Шарлота Луиза (1597 – 1649 в Касел), неомъжена
- дъщеря (*/† 1598)
- Филип Улрих (1601 – 1604)
- Амалия Елизабет (1602 – 1651), омъжена 1619 г. за ландграф Вилхелм V фон Хесен-Касел (1602 – 1637)
- Катарина Юлиана (1604 – 1668), омъжена: 1631 за граф Алберт Ото II фон Золмс-Лаубах-Рьоделхайм и Асенхайм, 1642 за Мориц Христиан фон Вид-Рункел
- Филип Мориц (1605 – 1638), наследник, женен в 1627 г. за Сибила Христина фон Анхалт-Десау (1603 – 1686)
- Вилхелм Райнхард (1607 – 1630, Аахен)
- Хайнрих Лудвиг (1609 – 1632 при обсадата на Маастрихт)
- Фридрих Лудвиг (1610 – 1628, Париж)
- Якоб Йохан (1612 – 1636, убит при Заберн (Саверн), Елзас)